# San Antonio, Zambales
San Antonio là một đô thị hạng 4 ở tỉnh Zambales in the Philippines. Thông tin điều tra dân số năm 2000 của Philipin, đô thị này có dân số 28.248 người trong 6.483 hộ.

## Barangays
San Antonio được chia thành 14 barangay.
- Angeles
- Antipolo
- Burgos (Pob.)
- East Dirita
- Luna (Pob.)
- Pundaquit
- Rizal (Pob.)
- San Esteban
- San Gregorio (Pob.)
- San Juan (Pob.)
- San Miguel
- San Nicolas (Pob.)
- Santiago (Pob.)
- West Dirita